# 수원원일중학교
수원원일중학교(水原元一中學校)는 대한민국 경기도 수원시 영통구 매탄동에 있는 공립 중학교이다.

## 학교 연혁
- 2010년 1월 1일 : 수원원일중학교 설립인가(3년제 24학급)
- 2010년 3월 1일 : 초대 이기홍 교장 취임
- 2010년 3월 2일 : 제1회 입학식 (6학급 212명 입학)
- 2010년 9월 1일 : 해오름도서관 개관
- 2013년 2월 7일 : 제1회 졸업식 (6학급 206명 졸업)
- 2021년 3월 1일 : 제4대 양문보 교장 취임
- 2024년 1월 5일 : 제12회 졸업식(3학급 87명, 누계 2,401명)
- 2024년 3월 4일 : 제15회 입학식(2학급 30명)

## 참고 자료
- 수원원일중학교 - 한국교육학술정보원 학교알리미